# Louis-Micaëllo-Lucien-Joseph-Claude Ciavaldini
Louis-Micaëllo-Lucien-Joseph-Claude Ciavaldini, francoski general, * 1890, † 1971.